# Sphingonotus striatus
Sphingonotus striatus är en insektsart som beskrevs av Li, B. och Z. Zheng 1993. Sphingonotus striatus ingår i släktet Sphingonotus och familjen gräshoppor. Inga underarter finns listade i Catalogue of Life.